# Distrito de Betroka
Betroka es un distrito de la región de Anosy, en la isla de Madagascar, con una población estimada en julio de 2014 de 196 010 habitantes.
Se encuentra ubicado al sureste de la isla, cerca de la costa del océano Índico, del parque nacional de Andohahela y del río Mangoky.